# Stéphane Trouilloud
‌
Pas d'image ? Cliquez ici

a Compétitions nationales et continentales officielles uniquement.

Stéphane Trouilloud, né le 6 février 1969 à Saint-Étienne-de-Saint-Geoirs dans le département de l'Isère, est un joueur français de rugby à XV jouant au poste d'arrière ou d'ailier.

## Biographie
Stéphane Trouilloud est le père de Romain et d'Hugo.
Stéphane Trouilloud joue au FC Grenoble en équipe première lors des saisons  1989-1990, 1990-1991 et 1991-1992.
Il rejoint ensuite le CS Bourgoin-Jallieu et dispute les saisons 1992-1993, 1993-1994, 1994-1995 et 1995-1996. À la suite de problèmes à la hanche il met un terme sa carrière.

## Palmarès
Avec le FC Grenoble :
- Championnat de France de première division :
  - Demi-finaliste (1) : 1992
- Challenge Yves du Manoir :
  - Finaliste (1) : 1990

Avec le CS Bourgoin-Jallieu :
- Championnat de France de première division :
  - Demi-finaliste (1) : 1995